# Richard Csaki

Richard Csaki (n. 4 aprilie 1886, Sibiu – d. 31 decembrie 1943, Perugia, Italia) a fost un politician sas al culturii și istoric literar originar din România.
A fost fiul unui profesor de gimnaziu, custode la Muzeul Brukenthal din Sibiu. Fratele lui, Wilhelm Csaki, a fondat uzinele Vitrometan-A.G. din Mediaș.
Între 1904 și 1911 a studiat teologie evanghelică și filosofie la Königsberg, Cluj, Berlin și Bonn. A devenit profesor la Sibiu, timp în care și-a luat doctoratul în filosofie (1912). S-a căsătorit cu Grete Csaki-Copony, pictoriță și desenatoare.
Stuttgart, declarat „oraș al diasporei germane“, găzduia din 1917 Deutsches Ausland-Institut (Institutul german pentru străinătate), condus în perioada 1933-1941 de Richard Csaki, institut care conferea anual, împreună cu primăria orașului, un premiu literar intitulat Volksdeutscher Schrifttumpreis (Premiul literar pentru etnicii germani).
Încă din 1922 Richard Csaki a fost propus ca șef al secției pentru Europa de Est a Deutsches Ausland-Institut.  Între 1923 și 1931 el a condus Das Deutsche Kulturamt in Rumänien (Institutiul cultural german din România), înființat de el.
În 1932 și 1933 a fost șef al Verband der Deutschen in Rumänien (Asociația germanilor din România). În iulie 1933 a devenit șef al „Institutului german pentru străinătate” și profesor la TH Stuttgart (Universitatea din Stuttgart), unde a rămas președinte până în 1941. A înființat „Premiul literar pentru etnicii germani”. Din 1936 a ținut prelegeri la Universitatea din Tübingen, Germania.
A scos la Sibiu în perioada 1919-1921 și în perioada 1926-1943 publicația Ostland cu subtitlul Monatsschrift für die Kultur der Ostdeutschen (Revistă lunară pentru cultura germanilor din Europa de est), care ulterior și-a shimbat subtitlul în Halbmonatsschrift für Ostpolitik (Revistă bilunară pentru politica orientală).
În 1934 a făcut o călătorie în Brazilia. A murit în 1943 în Italia într-un accident de avion, fiind înmormântat la Perugia.

## Scrieri
- Jenseits der Wälder, eine Sammlung deutscher Dichtung in Siebenbürgen, Sibiu, 1916
- Vorbericht zu einer Geschichte der deutschen Literatur in Siebenbürgen, Editura W. Krafft, Sibiu, 1920
- Tätigkeitsbericht 1922-1927 des Deutschen Kulturamts in Rumänien , Sibiu, 1927